# Marija Kondratěvová
Marija Alexandrovna Kondratěvová (rusky: Мария Александровна Кондратьева, Marija Alexandrovna Kondraťjeva; * 17. ledna 1982) je současná ruská profesionální tenistka. Jejím nejvyšším umístěním na žebříčku WTA ve dvouhře bylo 210. místo (23. červen 2008) a ve čtyřhře 68. místo (26. říjen 2009). Na okruhu WTA dosud nevyhrála žádný turnaj. Na okruhu ITF zvítězila na 4 turnajích ve dvouhře a 19 ve čtyřhře. Jejím oblíbeným povrchem je antuka.

## Finálové účasti na turnajích WTA (2)

### Čtyřhra - prohry (2)
| Legenda                     |
| Kategorie Premier (1)       |
| Kategorie International (1) |

| Č. | Datum          | Turnaj              | Povrch    | Partnerka           | Vítězky                          | Výsledek |
| 1. | 24. říjen 2009 | Moskva, Rusko       | tvrdý (h) | Klára Zakopalová    | Maria Kirilenková Naďa Petrovová | 6-2, 6-2 |
| 2. | 11. duben 2010 | Marbella, Španělsko | antuka    | Jaroslava Švedovová | Sara Erraniová Roberta Vinciová  | 6-4, 6-2 |

## Postavení na žebříčku WTA na konci sezóny

### Dvouhra
| Rok    | 1999 | 2000   | 2001   | 2002   | 2003   | 2004   | 2005   | 2006   | 2007   | 2008   | 2009   |
| Pořadí | 756. | ▲ 738. | ▲ 302. | ▲ 280. | ▼ 357. | ▲ 238. | ▼ 275. | ▼ 293. | ▲ 277. | ▲ 246. | ▼ 504. |

### Čtyřhra
| Rok    | 2001 | 2002   | 2003   | 2004   | 2005   | 2006   | 2007   | 2008   | 2009  |
| Pořadí | 337. | ▲ 158. | ▼ 178. | ▼ 254. | ▼ 269. | ▲ 202. | ▼ 232. | ▲ 130. | ▲ 69. |